# داندي وسيد ورطة
داندي وسيد ورطة (بالإنجليزية: Brandy & Mr. Whiskers)‏ هو مسلسل رسوم متحركة من تأليف الرسام الكرتوني راسل ماركس (Russell Marcus)، والذي تم عرضه على قناة ديزني. المسلسل يتبع حياة الشخصيتين البارزتين — على التوالي، الكلبة داندي الشجاعة رغم أنها أيضاً مدللة و‌الأرنب المفرط سيد ورطة — الذين يتعثرون في غابات الأمازون معاً. تم بث المسلسل أصلاً في الولاية المتحدة من 21 أغسطس 2004 حتى 25 أغسطس 2006 واستمرت العروض حتى 21 يونيو 2010.

## بطولة
- كالي كوكو
- تشارلي أدلر

## وصلات خارجية
- داندي وسيد ورطة على موقع IMDb (الإنجليزية)
- داندي وسيد ورطة على موقع روتن توميتوز (الإنجليزية)
- داندي وسيد ورطة على موقع كينوبويسك (الروسية)
- داندي وسيد ورطة على موقع قاعدة بيانات الفيلم (الإنجليزية)